# Cresnyevo
Cresnyevo (macedónul: Црешнево) település Észak-Macedóniában, a Vardari körzet Csaskai járásában.

## Népesség
| Lakosok száma | 146  | 169  | 176  | 109  | 40   | 13   | 10   | 8    | 1    |
|               | 1948 | 1953 | 1961 | 1971 | 1981 | 1991 | 1994 | 2002 | 2021 |

2002-ben 8 lakosa volt, akik mindannyian macedónok.